# Quad City Thunder
Los Quad City Thunder fueron una franquicia de baloncesto estadounidense que jugó en la Continental Basketball Association entre 1987 y 2001. Tenía su sede fue la ciudad de Moline, en el estado de Illinois. Ganó 2 títulos de campeón en 1994 y 1998.

## Historia
Los Thunder se crearon en 1987 en el área metropolitana de Quad Cities, entre los estados de Illinois y Iowa. La propietaria del equipo, Anne Potter DeLong, se mantiuvo en el puesto hasta 1997. En 1999, el exjugador de la NBA, Isiah Thomas, se hizo cargo de la franquicia.
En 1991 alcanzan por primera vez las finales de la CBA, cayendo en el séptimo partido ante Wichita Falls Texans. En 1994 se proclaman por fin campeones de la liga, tras derrotar en las finales a Omaha Racers por 4-1, ganando los tres últimos partidos de forma consecutiva. Chris Childs fue elegido mejor jugador de la final.
Repetirían título en 1998, cuando se impusieron a los Sioux Falls Skyforce con un marcador de 108-106 en el séptimo y definitivo partido. El equipo desapareció en 2001, cuando la liga se declaró en bancarrota.

## Temporadas
| Temporada | Liga | Denominación      | PJ | G  | P  | %    | Posición          | Último adversario    |
| --------- | ---- | ----------------- | -- | -- | -- | ---- | ----------------- | -------------------- |
| 1987-88   | CBA  | Quad City Thunder | 61 | 33 | 28 | .541 | 6º                |                      |
| 1988-89   | CBA  | Quad City Thunder | 60 | 38 | 22 | .633 | 6º                |                      |
| 1989-90   | CBA  | Quad City Thunder | 59 | 34 | 25 | .576 | 6º                |                      |
| 1990-91   | CBA  | Quad City Thunder | 73 | 42 | 31 | .575 | Final             | Wichita Falls Texans |
| 1991-92   | CBA  | Quad City Thunder | 65 | 47 | 18 | .723 | 3º                |                      |
| 1992-93   | CBA  | Quad City Thunder | 61 | 40 | 21 | .656 | 5º                |                      |
| 1993-94   | CBA  | Quad City Thunder | 67 | 44 | 23 | .657 | Campeón de la CBA | Omaha Racers         |
| 1994-95   | CBA  | Quad City Thunder | 61 | 35 | 26 | .574 | 5º                |                      |
| 1995-96   | CBA  | Quad City Thunder | 65 | 42 | 23 | .646 | 4º                |                      |
| 1996-97   | CBA  | Quad City Thunder | 61 | 29 | 32 | .475 | 6º                |                      |
| 1997-98   | CBA  | Quad City Thunder | 71 | 48 | 23 | .676 | Campeón de la CBA | Sioux Falls Skyforce |
| 1998-99   | CBA  | Quad City Thunder | 66 | 34 | 32 | .515 | 3º                |                      |
| 1999-00   | CBA  | Quad City Thunder | 57 | 35 | 22 | .614 | 5º                |                      |
| 2000-01   | CBA  | Quad City Thunder | 21 | 8  | 13 | .381 | 8º                |                      |

## Jugadores

### Récords individuales en un partido
| Categoría      | Jugador       | Resultado | Fecha      |
| -------------- | ------------- | --------- | ---------- |
| Puntos         | Jamie Waller  | 50        | 18/12/1987 |
| Tiros de campo | Anthony Bowie | 19        | 15/1/1989  |
| Tiros libres   | Ray Hall      | 27        | 3/2/1988   |
| Rebotes        | Barry Sumpter | 25        | 19/1/1997  |
| Asistencias    | Rick Brunson  | 19        | 23/2/1997  |

### MVP's de la CBA
- Anthony Bowie, 1989
- Barry Mitchell, 1992
- Derek Strong, 1993
- Jimmy King, 1998
- Jeff McInnis, 2000